# Maître des requêtes

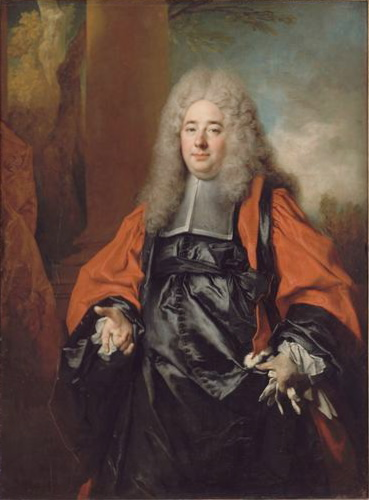
Louis-Urbain Le Peletier, Maître des requêtes, Nicolas de Largillière (1656–1746)
Reggia di Versailles

Il titolo di maître des requêtes è stato portato in Francia, così come in altri paesi dell'Europa del Medioevo, dai titolari delle alte funzioni giudiziarie e amministrative.

## In Francia, sotto l'Ancien Régime
I maîtres des requêtes ordinaires de l'hôtel du Roi erano, dopo il Medioevo, degli ufficiali pubblici titolari di una carica estremamente prestigiosa e divenuta, sotto Luigi XIV, particolarmente costosa. L'ufficio costava 200 000 livre nel 1710 e 100 000 nel 1750. Per poter diventare maître des requêtes, bisognava avere esercitato per sei anni in una corte superiore (Parlamento, Chambre des comptes); i figli dei giudici di questi tribunali avevano diritto ad un percorso di durata ridotta a soli tre anni.
Originariamente, i Maîtres des Requêtes erano i componenti del tribunal des Requêtes de l'Hôtel. Di questa primitiva funzione rimane, nel XVIII secolo, l'usanza secondo la quale due di loro, la domenica e i giorni di festa, accompagnavano il Re alla messa e si tenevano vicino al suo inginocchiatoio per poi ricondurlo ai suoi uffici, ricevendo sul tragitto le petizioni e le suppliche di uso.
Giudicavano autonomamente in materia di proprietà, delle librerie, della stampa e provvedevano all'esecuzione delle decisioni del Consiglio del Re. Potevano anche ricevere petizioni contro agenti e funzionari reali e intervenire in caso di abusi. In aggiunta ai loro personali attributi, potevano occasionalmente ricoprire temporaneamente incarichi finanziari o diplomatici.
I maîtres des requêtes erano i collaboratori del Chancelier de France, dal quale dipendevano strettamente.
Erano associati con l'ordine giudiziario attraverso la pubblicazione del sigillo e il Conseil du roi de France (Consiglio del re di Francia), ai quali partecipavano. Essi occupavano il posto riservato a un quartiere trimestralmente. Ogni distretto aveva il suo Decano. Il Decano dei Decani aveva rango del Consigliere di stato. Al Consiglio del Re, i Maîtres des Requêtes erano in piedi e allo scoperto. Erano membri del Parlamento di Parigi dove potevano sedersi ma non più di quattro allo stesso tempo. Erano giudicabili solo dalle camere riunite del Parlamento.
Spesso erano chiamati come relatori nei Consigli di Governo. A causa della loro formazione di giuristi e amministratori, formarono la base naturale dove venivano reclutati molti alti funzionari e membri del governo reale: Consiglieri di stato, Intendenti delle province, Intendenti della finanza, Intendenti di commercio, controllori generali della finanza, tenente generale della polizia, ecc.
Sotto Luigi XII, esistevano sei Maîtres des Requêtes; Francesco I incrementerà il loro numero a diciotto; Enrico II a trentadue. Nel XVII secolo, c'erano in genere un'ottantina di Maîtres des Requêtes, con numeri che raggiungono 98 nel 1689, 88 nel 1723 ma Luigi XV lo riduce a 80 nel 1752. Scesero a sessantasette membri nel 1787.

## In Francia, dopo il 1800
I maîtres des requêtes au Conseil d'État sono dei membri del Consiglio di Stato titolari del grado di maître des requêtes, intermedio tra quello di uditore di prima classe e quello di Consigliere di Stato.